# 段彦谟
段彦谟（?—882年7月17日），晚唐军阀，880年 - 882年与宦官朱敬玫联手控制荆南，但后来与朱闹翻并被朱所杀。

## 家世
段彦谟家世不详，《旧唐书》《新唐书》均无他的传。唐僖宗初年，他作为泰宁都将参与对黄巢的农民大军作战。乾符六年（879年）十一月，朝廷命他取代江西招讨使曹全晸。当时，曹全晸刚和山南东道节度使刘巨容大败黄巢，正在追击。朝廷让段彦谟取代曹全晸使曹停止了追击，黄巢及其主将尚讓得以逃脱。

## 控制荆南
刘巨容击败黄巢后回师山南东道，而前宰相诸道行营都统兼荆南节度使王铎早在曹、刘击败黄巢前都逃跑了，荆南节度使空缺，无人管领。荆南监军宦官楊復光让忠武军都将宋浩在朝廷任命前权知荆南府事，段彦谟以兵守城，随后朝廷下诏任宋浩为荆南安抚使。段彦谟耻于居宋浩之下，因此怨恨。宋浩不敬杨复光，杨复光唆使段彦谟杀宋浩。广明元年（880年）四月，宋浩下令士兵不许砍伐军部江陵街上的树木，段彦谟的一些士兵却违反了这一规定，宋浩鞭打了他们的背，段、宋矛盾终于激化。段彦谟认为宋浩是在侮辱自己，引壮士杀入宋浩大营，杀宋浩及其二子。杨复光又上表称宋浩太残酷，所以被杀。杨复光、段彦谟以杨复光宾客常滋为节度留后。因杨复光所荐，僖宗敕段彦谟为朗州刺史，改以工部侍郎鄭紹業为新任节度使。段彦谟显然无意去朗州赴任，而郑绍业害怕控制荆南的段彦谟，拖延半年之久才赴任。十二月，黄巢攻占京城长安，僖宗被迫逃往成都，召回郑绍业，从杨复光所请，以段彦谟代为荆南节度使。段彦谟假装巡边，拜见杨复光，以黄金数百两为谢。

## 身亡
段彦谟和新任监军宦官朱敬玫很快发展成敌对关系。朱敬玫招募三千精兵号为忠勇军，亲自统辖。段彦谟生气了，决定杀掉朱。但中和二年（882年）六月，朱敬玫先发制人，攻入段彦谟府中，段彦谟正在睡觉，拔剑缒城而出逃奔亲军营垒，不被接纳，说“尔等负我！”于是被杀，亲属僚佐一并遇害，朱敬玫以江陵少尹李燧为留后，诬陷段彦谟有罪。僖宗再次任郑绍业为荆南节度使，但郑犹豫着没去荆南赴任，朱敬玫让押牙陈儒领荆南事。